# Fílotes (filla de Nix)
En la mitologia grega, Fílotes (en grec antic Φιλότης, Filótes, "tendresa") era la personificació de la tendresa, i és considerada per Hesíode a la Teogonia una de les filles que Nix, la Nit, va engendrar per si mateixa. És germana d'Apate (l'engany), de Gera (la vellesa), i d'Eris (la discòrdia).
En els autors llatins també és filla de Nix però el seu pare és Èreb. Higini l'anomena Amicitia i Ciceró Gratia.